# Caroline Sheen
Caroline Sheen (Caerleon, 1976) è un'attrice e cantante gallese, nota soprattutto come attrice di musical.

## Biografia
Caroline ha recitato in numerosi musical nel West End, tra cui Citty Citty Bang Bang, Grease, Dolci Vizi Al Foro, Into the Woods, Les Streghe di Eastwick, Mary Poppins e The Light in the Piazza. Ha recitato più volte in Les Misérables: nel 2001 e nel 2002 nel ruolo di Éponine, nel 2004 nell'ensemble per una speciale rappresentazione davanti alla regina, nel 2011 nel ruolo di Fantine e nell'adattamento cinematografico del musical ad opere di Tom Hooper.

## Vita privata
È cugina dell'attore Michael Sheen ed è sposata con l'attore Michael Jibson, da cui ha avuto una figlia, Flora, nata nel 2012.